# Sa’id Maruf
Mir Sa’id Maruf Lakrani (pers. میر سعید معروف لكرانی; ur. 20 października 1985 w Urmie) – irański siatkarz, grający na pozycji rozgrywającego.

## Przebieg kariery
| 2003–2004                 | Pegah Urmia                    |
| 2004–2006                 | Sanam VC                       |
| 2006–2007                 | Esteghlal Gonbad               |
| 2007–2010                 | Saipa VC                       |
| 2010–2011                 | Damash Gilan                   |
| 2011–2012                 | Kalleh Mazandaran VC           |
| 2012–2013                 | Szahrdari Urmia                |
| 2013–2014                 | Matin Varamin VC               |
| 2014 (do 12.2014)         | Szahrdari Urmia                |
| 2014–2015 (od 24.12.2014) | Zenit Kazań                    |
| 2015–2016                 | Szahrdari Urmia                |
| 2016–2018                 | Pajkan Teheran                 |
| 2018–2019                 | Emma Villas Siena              |
| 2019–2022                 | Beijing Baic Motors            |
| 2022–2023 (od 22.01.2022) | Fenerbahçe HDI Sigorta Stambuł |
| 2022                      | Pajkan Teheran                 |
| 2022–2023                 | Szahdab Jazd                   |

## Sukcesy klubowe
Liga irańska:
- 2005, 2012, 2014, 2023
- 2008, 2009, 2017
- 2004, 2016

Klubowe Mistrzostwa Azji:
- 2008, 2014, 2022[3]
- 2012

Puchar Rosji:
- 2014

Liga rosyjska:
- 2015

Liga Mistrzów:
- 2015

Liga chińska:
- 2021

Liga turecka:
- 2022[4], 2023[5]

## Sukcesy reprezentacyjne
Mistrzostwa Azji Kadetów:
- 2003

Mistrzostwa Świata Kadetów:
- 2003

Mistrzostwa Azji Juniorów:
- 2004

Puchar Azji:
- 2008, 2010

Mistrzostwa Azji:
- 2013, 2019
- 2009

Igrzyska Azjatyckie:
- 2014, 2018
- 2010

Puchar Wielkich Mistrzów:
- 2017

## Nagrody indywidualne
- 2008: Najlepszy rozgrywający Światowego Turnieju Kwalifikacyjnego
- 2009: Najbardziej popularny gracz Mistrzostw Azji
- 2010: Najlepszy rozgrywający Pucharu Azji
- 2013: MVP i najlepszy rozgrywający Mistrzostw Azji
- 2014: Najlepszy rozgrywający Ligi Światowej[6]
- 2016: Najlepszy rozgrywający Światowego Turnieju Kwalifikacyjnego
- 2019: Najlepszy rozgrywający Mistrzostw Azji
- 2022: MVP i najlepszy rozgrywający Klubowych Mistrzostw Azji